# Ylli Sallahi
Ylli Sallahi (Kapfenberg, 6 april 1994) is een Oostenrijks voetballer van Kosovaarse afkomst die bij voorkeur als linksback speelt. Hij verruilde in januari 2015 Bayern München voor Karlsruher SC.

## Clubcarrière
Sallahi begon met voetballen bij Kapfenberger SV, de club uit zijn geboortestad. In 2011 trok hij naar Bayern München. Op 5 april 2014 debuteerde hij voor Bayern München in de Bundesliga tegen Augsburg. Hij speelde 51 minuten mee als linksachter en werd daarna gewisseld voor David Alaba. Guardiola gaf enkele basisspelers rust voor een cruciale Champions League-confrontatie tegen Manchester United van enkele dagen later. Naast Sallahi kregen ook Mitchell Weiser en Pierre Højbjerg hun kans.
1 Weiß ·
2 Jung ·
4 Beifus ·
5 Heußer ·
6 Jensen ·
7 Burnić ·
9 Hunziker ·
10 Wanitzek ·
14 Kaufmann ·
16 Pfeiffer ·
17 Rapp ·
18 Koch ·
19 Farhat ·
20 Herold ·
21 Wäschenbach ·
22 Kobald ·
24 Schleusener ·
25 Egloff ·
26 Bauer ·
27 Ersungur ·
28 Franke ·
29 Günther ·
30 Himmelmann ·
31 Conté ·
32 Bormuth ·
33 Abdullahu ·
35 Geller ·
36 Pedrosa ·
38 Sihlaroglu ·
39 Zengin ·
Coach: Eichner